# NWC Flag Open 2003
L'NWC Flag Open 2003 è stata la 2ª edizione del campionato di flag football organizzato dalla NWC. La stagione è iniziata il 20 ottobre 2002 ed è terminata il 2 febbraio 2003 con la disputa del II NWC Bowl.

## Squadre partecipanti
| Club                   | Città       |
| ---------------------- | ----------- |
| Rhinos Milano          | Milano      |
| Chargers Novi Ligure   | Novi Ligure |
| Squali Genova          | Genova      |
| Giaguari Torino        | Torino      |
| Warriors Torino        | Torino      |
| Blue Devils Savigliano | Savigliano  |

## Calendario

### 1ª giornata
Riposano  Rhinos Milano e  Warriors Torino.
| Savigliano 20 ottobre 2002 | Chargers Novi Ligure | 14 – 16 | Blue Devils Savigliano |  |

| Savigliano 20 ottobre 2002 | Squali Genova | 1 – 28 | Giaguari Torino |  |

| Savigliano 20 ottobre 2002 | Chargers Novi Ligure | 7 – 30 | Giaguari Torino |  |

| Savigliano 20 ottobre 2002 | Squali Genova | 7 – 17 | Blue Devils Savigliano |  |

| Savigliano 20 ottobre 2002 | Chargers Novi Ligure | 20 – 7 | Squali Genova |  |

| Savigliano 20 ottobre 2002 | Blue Devils Savigliano | 23 – 21 | Giaguari Torino |  |

### 2ª giornata
Riposano  Blue Devils Savigliano e  Giaguari Torino.
| Milano 3 novembre 2002 | Warriors Torino | 19 – 15 | Squali Genova | Campo Sportivo Crespi |

| Milano 3 novembre 2002 | Rhinos Milano | 22 – 14 | Chargers Novi Ligure | Campo Sportivo Crespi |

| Milano 3 novembre 2002 | Rhinos Milano | 20 – 19 | Squali Genova | Campo Sportivo Crespi |

| Milano 3 novembre 2002 | Chargers Novi Ligure | 29 – 6 | Warriors Torino | Campo Sportivo Crespi |

| Milano 3 novembre 2002 | Warriors Torino | 12 – 21 | Rhinos Milano | Campo Sportivo Crespi |

| Milano 3 novembre 2002 | Squali Genova | 15 – 9 | Chargers Novi Ligure | Campo Sportivo Crespi |

### 3ª giornata
Riposano  Squali Genova e  Chargers Novi Ligure.
| Torino 10 novembre 2002 | Rhinos Milano | 31 – 11 | Blue Devils Savigliano | Campi Pellerina 2000 |

| Torino 10 novembre 2002 | Giaguari Torino | 28 – 0 | Warriors Torino | Campi Pellerina 2000 |

| Torino 10 novembre 2002 | Giaguari Torino | 26 – 4 | Blue Devils Savigliano | Campi Pellerina 2000 |

| Torino 10 novembre 2002 | Rhinos Milano | 23 – 14 | Warriors Torino | Campi Pellerina 2000 |

| Torino 10 novembre 2002 | Giaguari Torino | 12 – 3 | Rhinos Milano | Campi Pellerina 2000 |

| Torino 10 novembre 2002 | Warriors Torino | 14 – 22 | Blue Devils Savigliano | Campi Pellerina 2000 |

### 4ª giornata
| Novi Ligure 1º dicembre 2002 | Giaguari Torino | 30 – 18 | Blue Devils Savigliano |  |

| Novi Ligure 1º dicembre 2002 | Chargers Novi Ligure | 20 – 15 | Rhinos Milano |  |

| Novi Ligure 1º dicembre 2002 | Rhinos Milano | 14 – 20 | Giaguari Torino |  |

| Novi Ligure 1º dicembre 2002 | Blue Devils Savigliano | 18 – 13 | Chargers Novi Ligure |  |

| Novi Ligure 1º dicembre 2002 | Blue Devils Savigliano | 22 – 28 | Rhinos Milano |  |

| Novi Ligure 1º dicembre 2002 | Giaguari Torino | 28 – 20 | Chargers Novi Ligure |  |

### 5ª giornata
| Torino 8 dicembre 2002 | Giaguari Torino | – | Squali Genova |  |

| Torino 8 dicembre 2002 | Warriors Torino | – | Rhinos Milano |  |

| Torino 8 dicembre 2002 | Rhinos Milano | – | Giaguari Torino |  |

| Torino 8 dicembre 2002 | Squali Genova | – | Warriors Torino |  |

| Torino 8 dicembre 2002 | Squali Genova | – | Rhinos Milano |  |

| Torino 8 dicembre 2002 | Giaguari Torino | – | Warriors Torino |  |

### Recupero
Turno inizialmente previsto per il 24 novembre.
Riposano  Rhinos Milano e  Giaguari Torino.
| Genova 15 dicembre 2002 | Squali Genova | 0 – 23 | Blue Devils Savigliano | Stadio Giacomo Carlini |

| Genova 15 dicembre 2002 | Chargers Novi Ligure | 0 – 27 | Warriors Torino | Stadio Giacomo Carlini |

| Genova 15 dicembre 2002 | Squali Genova | 0 – 12 | Warriors Torino | Stadio Giacomo Carlini |

| Genova 15 dicembre 2002 | Chargers Novi Ligure | 15 – 25 | Blue Devils Savigliano | Stadio Giacomo Carlini |

| Genova 15 dicembre 2002 | Warriors Torino | 14 – 17 | Blue Devils Savigliano | Stadio Giacomo Carlini |

| Genova 15 dicembre 2002 | Squali Genova | 7 – 8 | Chargers Novi Ligure | Stadio Giacomo Carlini |

### NWC Bowl
| Savigliano 2 febbraio 2003 | Rhinos Milano | – | Blue Devils Savigliano |  |

| Savigliano 2 febbraio 2003 | Blue Devils Savigliano | p – v | Giaguari Torino |  |

| Savigliano 2 febbraio 2003 | Rhinos Milano | p – v | Giaguari Torino |  |